# مفنوکسالون
مفنوکسالون (انگلیسی: Mephenoxalone) یک شل کننده عضلات و ضد اضطراب خفیف است. مفنوکسالون با مهار قوس بازتابی، انتقال نورون ها را مهار می کند و ماهیچه های اسکلتی را آرام می کند.